# So Big (1953)
So Big is een Amerikaanse dramafilm uit 1953 onder regie van Robert Wise. Het scenario is gebaseerd op de gelijknamige roman uit 1924 van de Amerikaanse schrijfster Edna Ferber.

## Verhaal
Na de dood van haar rijke vader wordt Selina onderwijzeres in de Nederlandse gemeenschap in New Holland. Ze trouwt er met Pervis de Jong. Wanneer haar man kort na de geboorte van hun zoontje Dirk sterft, moet Selina weer instaan voor haar eigen levensonderhoud. Ze begint groenten te kweken en heeft daar al gauw succes mee.

## Rolverdeling
| Acteur               | Personage               |
| -------------------- | ----------------------- |
| Jane Wyman           | Selina de Jong          |
| Sterling Hayden      | Pervis de Jong          |
| Nancy Olson          | Dallas O'Mara           |
| Steve Forrest        | Dirk de Jong            |
| Elisabeth Fraser     | Julie Hempel            |
| Martha Hyer          | Paula Hempel            |
| Walter Coy           | Roelf Pool              |
| Richard Beymer       | Roelf Pool (12-16 jaar) |
| Tommy Rettig         | Dirk (8 jaar)           |
| Roland Winters       | Klaas Pool              |
| Jacques Aubuchon     | August Hempel           |
| Ruth Swanson         | Maartje Pool            |
| Dorothy Christy      | Weduwe Paarlenberg      |
| Oliver Blake         | Adam Ooms               |
| Lilian Kemble-Cooper | Juffrouw Fister         |